# Проект „Жерав на мира“
Проектът „Жерав на мира“ (на английски: Peace Crane Project) е основан през 2013 г. от Сю ДиЧико с цел насърчаване на световния мир и повишаване на осведомеността относно Международния ден на мира (21 септември).
„Жерав на мира“ е фигурка каран (на английски: Origami crane) (оригами на жерав), използван като символ на мира, позовавайки се на историята на Садако Сасаки (1943 – 1955), японка, жертва на дългосрочните последици от ядрената бомбардировка над Хирошима през 1945 г. Сасаки е един от най-широко известната хибакуша (човек, засегнат от бомба), за която се казва, че е сгънала хиляда оригами жерава преди смъртта си.
Проектът „Жерав на мира“ участва в 20-ата годишнина на Ден на мира за Садако, организиран от Фондацията за мир в ядрената ера в Монтесито (2014 г.).
Участниците в проекта „Жерав на мира“ са помолени да сгънат оригами на жерав и след това да се регистрират на уебсайта, за да разменят своя жерав с някой в друг град, щат, държава или континент. Те се насърчават да направят снимка на своя жерав, след като го представят в своята общност, и да качат снимката онлайн. В Бангалор, Индия, над шестдесет училища взимат участие в борсата за оригами на мира през 2013 г.
Проектът „Жерав на мира“ обявява нова инициатива за 2017 г., като кани студенти от цял свят да сгънат каран (опригами) и да го включат в пътуваща изложба от 1000 жерава, която ще се представи на различни места през следващите няколко години. „Глобална цел“ (на английски: Purpose Global) през 2016 г. включва проекта „Жерав на мира“ в „списък на 500-те най-влиятелни глобални инициативи за мир“.
Елън Дедженеръс туитва за проекта „Жерав на мира“ в Деня на мира през 2019 г., насърчавайки последователите си да участват.